# Champ (Missouri)
Pour les articles homonymes, voir Champ.
Champ est un village situé en banlieue nord-est de Saint-Louis dans le comté de Saint-Louis, dans le Missouri, aux États-Unis,. Il est incorporé en 1959.

## Démographie
Lors du recensement de 2010, le village comptait une population de 13 habitants. Elle est également estimée, en 2016, à 13 habitants.

### Source de la traduction
- (en) Cet article est partiellement ou en totalité issu de l’article de Wikipédia en anglais intitulé « Champ, Missouri » (voir la liste des auteurs).